# Ronan Hardiman
Ronan Hardiman (ur. 19 maja 1961 w Dublinie) – irlandzki kompozytor, popularny dzięki skomponowaniu ścieżki dźwiękowej do widowisk Michaela Flatleya: Lord of the Dance, Feet of Flames i Celtic Tiger Live.

## Życiorys
W swojej początkowej pracy komponował dla irlandzkich reklamodawców (m.in. Coca-Cola, Guinness, Irish National Lotery), co podniosło jego reputację jako kompozytora muzyki współczesnej. Za muzykę do filmu My Friend Joe otrzymał w 1996 roku nagrodę Kryształowego Niedźwiedzia na Międzynarodowym Festiwalu Filmowym w Berlinie.
W 1996 roku rozpoczął współpracę z Michaelem Flatleyem, czego efektem była płyta zawierająca ścieżkę dźwiękową do widowiska Lord of the Dance. Płyta w 1997 roku zajęła pierwszą pozycję na liście Billboardu w kategorii world music. Po tym sukcesie Hardiman nagrał pierwszą solową płytę Solas.
Współpraca z Flatleyem przyniosła w 1999 roku kolejną płytę. Tym razem była to ścieżka dźwiękowa do musicalu Feet of Flames, która również otrzymała wysokie oceny, docierając do pozycji 9 Billboardu. W 2005 również z Flatleyem powstała kolejna płyta pt. Celtic Tiger.

## Dyskografia
- Michael Flatley's Lord of the Dance (1997)
- Solas (1998)
- Anthem (2000)
- Michael Flatley's Feet of Flames (2001)
- Michael Flatley's Celtic Tiger Live (2005)
- Les Amants de La Mer